# Tarmo Tamm

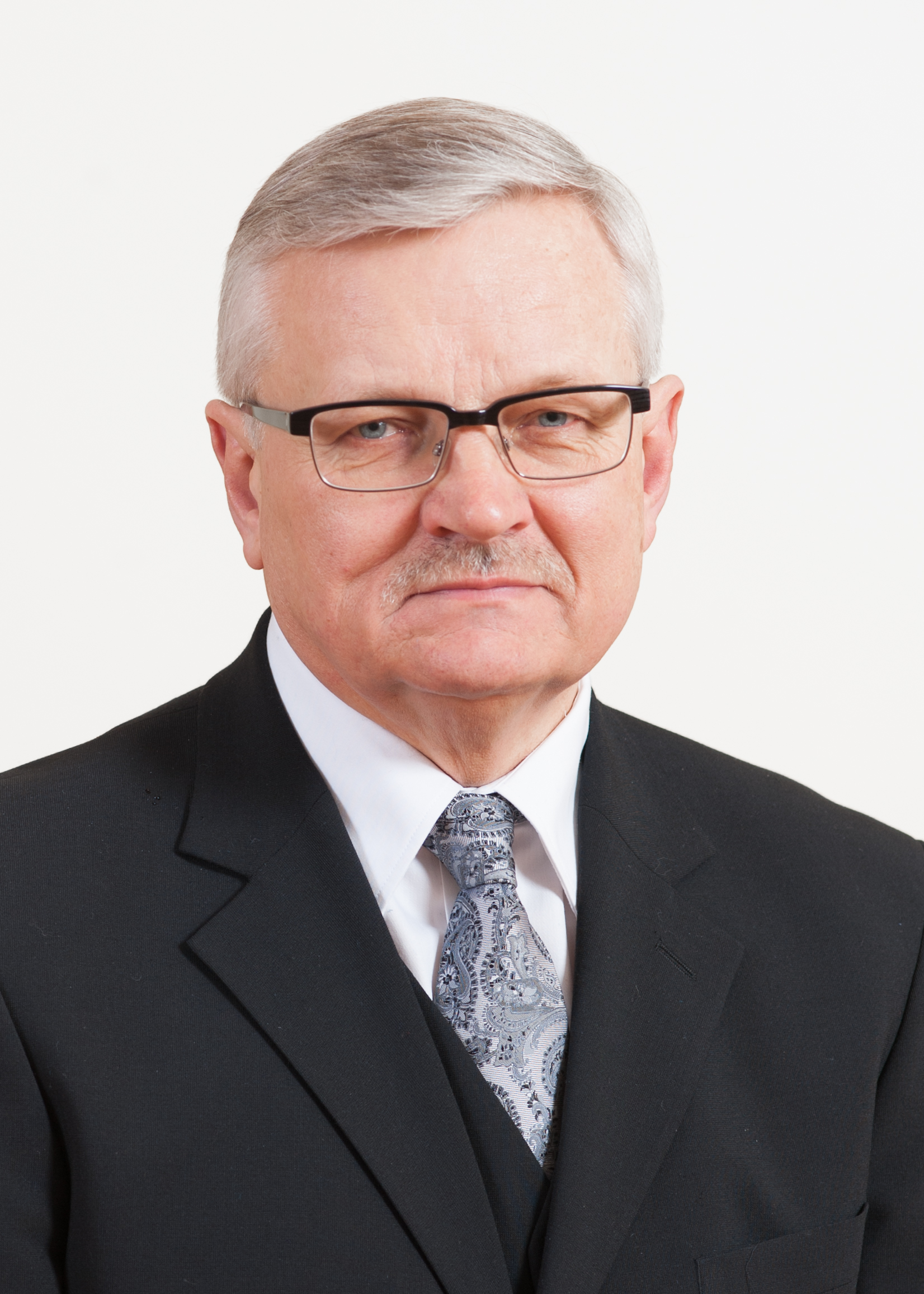
Tarmo Tamm

Tarmo Tamm, född 3 december 1953 i Kiuma nära Põlva, är en estnisk agronom och socialliberal politiker tillhörande Estniska centerpartiet. Han var från december 2016 till april 2019 Estlands minister för landsbygdsutveckling i Jüri Ratas första regering. Tamm efterträdde Martin Repinski som avgick kort efter regeringens tillträde i november.

## Biografi
Tamm tog yrkesexamen 1974 från den tekniska utbildningen på en sovchos i Tihemetsa. Han studerade sedermera lantbruksvetenskap vid Estniska lantbruksuniversitet i Tartu och tog examen 2007. Från 1976 till 1993 arbetade han för lantbruksföretaget Põlva Agro.
Han blev politiskt aktiv 1991 i samband med Estlands självständighet och verkade som kommunpolitiker i Põlva, där han från 1993 till 1999 var kommunalråd i Põlva landskommun. Från 1999 till 2011 var han staden Põlvas borgmästare, från 2002 som medlem av Centerpartiet.
Tamm valdes in i Riigikogu för Centerpartiet 2011 och blev även omvald 2015. Vid den centerledda regeringen Ratas tillträde i november 2016 blev Tamm gruppledlare i parlamentet. Redan i december kom Tamm dock att istället utnämnas till ny minister för landsbygdsutveckling. Han ersatte Martin Repinski, som avgått kort efter tillträdet.

## Familj och privatliv
Tamm är gift och har tre barn.